# Liga A de voleibol de Bélgica
La Ethias League o Liga A de voleibol de Bélgica es la máxima división del campeonato belga de voleibol masculino organizado por la Fédération Royale Belge de Volley-Ball.

## Fórmula
En la VolleyLegue participan diez equipos; siguiendo un sistema de liga, los equipos se enfrentan todos contra todos en dos ocasiones -una en campo propio y otra en campo contrario- sumando un total de 18 jornadas. Al final de la temporada regular los primeros seis equipos clasificados pasan a la siguiente ronda llamada Playoff 1, disputada también en forma de liguilla sumando 10 jornadas más. El equipo primer clasificado de la temporada regular empieza esta liguilla con 6 puntos, el segundo con 5, el tercero con 4 el cuarto con 3, el quinto con dos y el sexto con 1. Los dos equipos que acaban los Playoff 1 en las primeras dos posiciones se enfrentan en la final de los Playoff y el equipo que gana tres partidos es proclamado campeón de Bélgica.
El campeonato de voleibol belga ha sido dominado por dos clubes en particular en las últimas décadas, el Noliko Maaseik y el Knack Roeselare.

## Campeones por temporada
| - 1944-45: Léopold Club - 1945-46: ASUB Bruxelles - 1946-47: Gendarmerie Ecole - 1947-48: Gendarmerie Ecole - 1948-49: R. Ixelles SC - 1949-50: R. Ixelles SC - 1950-51: R. Ixelles SC - 1951-52: R. Ixelles SC - 1952-53: R. Ixelles SC - 1953-54: R. Ixelles SC - 1954-55: R. Ixelles SC - 1955-56: Spartacus - 1956-57: Spartacus - 1957-58: Brabo Antwerpen - 1958-59: Brabo Antwerpen - 1959-60: Brabo Antwerpen - 1960-61: Brabo Antwerpen - 1961-62: Brabo Antwerpen - 1962-63: Brabo Antwerpen - 1963-64: Brabo Antwerpen - 1964-65: Brabo Antwerpen - 1965-66: Brabo Antwerpen - 1966-67: Brabo Antwerpen - 1967-68: Brabo Antwerpen - 1968-69: VC Genk | - 1969-70: VC Anderlecht - 1970-71: Rebels Lier - 1971-72: Rebels Lier - 1972-73: Rembert Turnhout - 1973-74: Rebels Lier - 1974-75: VC Turnhout - 1975-76: VC Turnhout - 1976-77: VC Turnhout - 1977-78: Ibis Kortrijk - 1978-79: Ibis Kortrijk - 1979-80: VC Ruisbroek - 1980-81: VC Genk - 1981-82: Ibis Kortrijk - 1982-83: Ibis Kortrijk - 1983-84: Ibis Kortrijk - 1984-85: Ibis Kortrijk - 1985-86: Ibis Kortrijk - 1986-87: VC Asse-Lennik - 1987-88: VC Asse-Lennik - 1988-89: Knack Roeselare - 1989-90: Rembert Turnhout - 1990-91: Noliko Maaseik - 1991-92: Maes Pils Zellik - 1992-93: Maes Pils Zellik - 1993-94: Maes Pils Zellik | - 1994-95: Noliko Maaseik - 1995-96: Noliko Maaseik - 1996-97: Noliko Maaseik - 1997-98: Noliko Maaseik - 1998-99: Noliko Maaseik - 1999-00: Knack Roeselare - 2000-01: Noliko Maaseik - 2001-02: Noliko Maaseik - 2002-03: Noliko Maaseik - 2003-04: Noliko Maaseik - 2004-05: Knack Roeselare - 2005-06: Knack Roeselare - 2006-07: Knack Roeselare - 2007-08: Noliko Maaseik - 2008-09: Noliko Maaseik - 2009-10: Knack Roeselare - 2010-11: Noliko Maaseik - 2011-12: Noliko Maaseik - 2012-13: Knack Roeselare - 2013-14: Knack Roeselare - 2014-15: Knack Roeselare - 2015-16: Knack Roeselare - 2016-17: Knack Roeselare - 2017-18: Noliko Maaseik - 2018-19: Noliko Maaseik |

## Títulos por club
| Títulos | Club              | Temporadas |
| ------- | ----------------- | --- |
| 16      | Noliko Maaseik    | 1990-91, 1994-95, 1995-96, 1996-97, 1997-98, 1998-99, 2000-01, 2001-02, 2002-03, 2003-04, 2007-08, 2008-09, 2010-11, 2011-12, 2017-18, 2018-19 |
| 11      | Brabo Antwerpen   | 1957-58, 1958.59, 1959-69, 1960-61, 1961-62, 1962-63, 1963-64, 1964-65, 1965-66, 1966-67, 1967-68                                              |
| 11      | Knack Roeselare   | 1988-89, 1999-00, 2004-05, 2005-06, 2006-07, 2009-10, 2012-13, 2013-14, 2014-15, 2015-16, 2016-17                                              |
| 7       | R. Ixelles SC     | 1948-49, 1949-50, 1950-51. 1951-52, 1952-53, 1953-54, 1954-55                                                                                  |
| 7       | Ibis Kortrijk     | 1977-78, 1978-79, 1981-82, 1982-83, 1983-84, 1984-85, 1985-86                                                                                  |
| 3       | Rebels Lier       | 1970-71, 1971-72, 1973-74 |
| 3       | VC Turnhout       | 1974-75, 1975-76, 1976-77 |
| 3       | Maes Pils Zellik  | 1991-92, 1992-93, 1993-94 |
| 2       | Gendarmerie Ecole | 1946-47, 1947-48 |
| 2       | Spartacus         | 1955-56, 1956-57 |
| 2       | VC Genk           | 1968-69, 1980-81 |
| 2       | VC Asse-Lennik    | 1986-87, 1987-88 |
| 2       | Rembert Turnhout  | 1972-73, 1989-90 |
| 1       | Léopold Club      | 1944-45 |
| 1       | ASUB Bruxelles    | 1945-46 |
| 1       | VC Anderlecht     | 1969-70 |
| 1       | VC Ruisbroek      | 1979-80 |